# Distretto di Trzebnica
Il distretto di Trzebnica (in polacco powiat trzebnicki) è un distretto polacco appartenente al voivodato della Bassa Slesia.

## Geografia antropica

### Suddivisioni amministrative
Il distretto comprende 6 comuni.
- Comuni urbano-rurali: Oborniki Śląskie, Prusice, Trzebnica, Żmigród
- Comuni rurali: Wisznia Mała, Zawonia